# Lac de Favogna
Le lac de Favogna (lago di Favogna en italien, Fennberger See en allemand) est un petit lac alpin situé sur le plateau de Favogna à 1 034 m dans la commune de Magrè sulla strada del Vino, à environ 44 km de Bolzano. 
Depuis 1977, le lac et ses environs, couvrant une superficie de 10 ha, constituent un biotope protégé pour sa valeur botanique et faunique. Les prés adjacents au lac regorgent d'espèces végétales typiques d'habitats humides tels que le renoncule, la Linaigrette vaginée, la grassette commune et diverses orchidées, notamment Anacamptis morio et Epipactis palustris. 

## Articles externes
- Informations et photos du lac de Favogna sur un blog pour les randonneurs.